# Samszyce
Samszyce – wieś w Polsce położona w województwie kujawsko-pomorskim, w powiecie radziejowskim, w gminie Osięciny.

## Podział administracyjny
W latach 1975–1998 miejscowość administracyjnie należała do województwa włocławskiego. Wieś sołecka – zobacz jednostki pomocnicze gminy w BIP.

## Demografia
Według Narodowego Spisu Powszechnego (III 2011 r.) liczyła 127 mieszkańców. Jest, wespół ze wsią Pocierzyn (127 mieszkańców), 24. co do wielkości miejscowością gminy Osięciny.